# Португалија на Светском првенству у атлетици у дворани 2016.
Португалија је на 16. Светском првенству у атлетици у дворани 2016. одржаном у Портланду од 17. до 20. марта учествовала шеснаести пут, односно на свим првенствима до данас. Репрезентација Португалије имала је четворо учесника (3 мушкарца и 2 жене), који су се такмичили у четири дисциплине (2 мушке и 2 женске).,
На овом првенству Португалија није освојила ниједну медаљу. Није било нових рекорда. У табели успешности према броју и пласману такмичара који су учествовали у финалним такмичењима (првих 8 такмичара) Португалија је са 1 учесником у финалу делила 33. место са 5 бодова.
| Плас. | Земља       | 1. место | 2. место | 3. место | 4. место | 5. место | 6. место | 7. место | 8. место | Бр. финал. | Бод. |
| ----- | ----------- | -------- | -------- | -------- | -------- | -------- | -------- | -------- | -------- | ---------- | ---- |
| =33.  | Португалија | 0        | 0        | 0        | 1        | 0        | 0        | 0        | 0        | 1          | 5    |

## Учесници
| Мушкарци: - Карлос Насименто — 60 м - Нелсон Евора — Троскок - Самуел Ремедиос — Седмобој | Жене: - Марта Онофре — Скок мотком |  |

## Резултати

### Мушкарци
| Атлетичар        | Дисциплина | Лични рекорд | Квалификације | Квалификације | Полуфинале           | Полуфинале           | Финале               | Финале       | Детаљи                                  |
| Атлетичар        | Дисциплина | Лични рекорд | Резултат      | Место         | Резултат             | Место                | Резултат             | Место        | Детаљи                                  |
| ---------------- | ---------- | ------------ | ------------- | ------------- | -------------------- | -------------------- | -------------------- | ------------ | --------------------------------------- |
| Карлос Насименто | 60 м       | 6,63         | 6,71          | 5. у гр. 4    | Није се квалификовао | Није се квалификовао | Није се квалификовао | 27 / 53 (56) | Архивирано на веб-сајту (22. март 2016) |
| Нелсон Евора     | Троскок    | 17,33 НР     |               |               |                      |                      | 16,89 ЛРС            | 4 / 16       |                                         |

#### Седмобој
| Дисциплина   | Самуел Ремедиос Архивирано на веб-сајту (17. јун 2016) | Самуел Ремедиос Архивирано на веб-сајту (17. јун 2016) | Самуел Ремедиос Архивирано на веб-сајту (17. јун 2016) | Самуел Ремедиос Архивирано на веб-сајту (17. јун 2016) | Самуел Ремедиос Архивирано на веб-сајту (17. јун 2016) | Самуел Ремедиос Архивирано на веб-сајту (17. јун 2016) |
| Дисциплина   | Лич. рек.                                              | Рез.                                                   | Бод.                                                   | Плас.                                                  | Укупно                                                 | Плас.                                                  |
| ------------ | ------------------------------------------------------ | ------------------------------------------------------ | ------------------------------------------------------ | ------------------------------------------------------ | ------------------------------------------------------ | ------------------------------------------------------ |
| 60 м         | 6,90                                                   | 6,93                                                   | 907                                                    | 3.                                                     | 907                                                    | 3.                                                     |
| Скок удаљ    | 7,37                                                   | 7,16                                                   | 852                                                    | 7.                                                     | 1.759                                                  | 5.                                                     |
| Бацање кугле | 13,11                                                  | 13,48 ЛР                                               | 697                                                    | 9.                                                     | 2.456                                                  | 7.                                                     |
| Скок увис    | 2,00                                                   | 1,93                                                   | 740                                                    | 10.                                                    | 3.196                                                  | 7.                                                     |
| 60 м препоне | 7,93                                                   | 8,13                                                   | 949                                                    | 4.                                                     | 4.145                                                  | 7.                                                     |
| Скок мотком  | 4,95                                                   | 4,60                                                   | 790                                                    | 9.                                                     | 4.935                                                  | 8.                                                     |
| 1.000 м      | 2:38,06                                                | 2:46,92                                                | 798                                                    | 10.                                                    | 5.733                                                  | 9.                                                     |
| Укупно       | 5.889                                                  |                                                        |                                                        |                                                        | 5.733                                                  | 9 / 10 (11)                                            |

### Жене
| Атлетичарка  | Дисциплина  | Лични рекорд | Квалификације | Квалификације | Финале              | Финале              | Детаљи |
| Атлетичарка  | Дисциплина  | Лични рекорд | Резултат      | Место         | Резултат            | Место               | Детаљи |
| ------------ | ----------- | ------------ | ------------- | ------------- | ------------------- | ------------------- | ------ |
| Марта Онофре | Скок мотком | 4,51 НР      |               |               | без исправног скока | без исправног скока |        |